# Aumagne
Aumagne település Franciaországban, Charente-Maritime megyében. Lakosainak száma 699 fő (2022. január 1.). Aumagne Aujac, Authon-Ébéon, Blanzac-lès-Matha, La Brousse, Sainte-Même és Varaize községekkel határos.

## Népesség
A település népességének változása:
| Lakosok száma | 737  | 642  | 634  | 655  | 707  | 708  | 707  | 704  | 703  | 699  |
|               | 1968 | 1982 | 1990 | 2006 | 2013 | 2015 | 2017 | 2019 | 2020 | 2022 |